# Bodi srečna Julija
Bodi srečna Julija je debitantska kaseta skupine Magnet, posneta leta 1988, za njo pa so prejeli srebrno priznanje Založbe kaset in plošč RTV Slovenija (ZKP RTV Slovenija). Hit s te kasete je pesem »Jutri sin vaš bo postal vojak«.

## Seznam pesmi
| Št. | Naslov                          | Dolžina |
| --- | ------------------------------- | ------- |
| 1.  | „Bodi srečna Julija‟            | 2:59    |
| 2.  | „Piši, piši mi‟                 | 3:25    |
| 3.  | „Le besedi dve‟                 | 3:26    |
| 4.  | „Inkasant‟                      | 3:50    |
| 5.  | „Moja Majda‟                    | 3:41    |
| 6.  | „Pridi mala (Plesat z menoj)‟   | 2:34    |
| 7.  | „Hudo mi je‟                    | 3:50    |
| 8.  | „Jutri sin vaš bo postal vojak‟ | 4:00    |
| 9.  | „Pesem valov‟                   | 3:16    |
| 10. | „Gremo na sneg‟                 | 3:30    |